# اچ‌ام‌اس کالودن (۱۷۷۶)
اچ‌ام‌اس کالودن (۱۷۷۶) (به انگلیسی: HMS Culloden (1776)) یک کشتی است که طول آن ۱۷۰ فوت (۵۲ متر) می‌باشد. این کشتی در سال ۱۷۷۶ ساخته شد.